# خلنج باين
خلنج باين (بالإنجليزية: Erica Payne)‏ هي مستشارة سياسية أمريكية، ولدت في 8 أكتوبر 1969 في رالي في الولايات المتحدة.